# Monte Tambuyukon

Monte Tambuyukon o Tamboyukon es la tercera montaña más alta de Malasia con 2579 m de altura. Se encuentra cerca del famoso Monte Kinabalu. La montaña es compatible con una amplia gama de flora y fauna únicas, incluyendo un número de plantas de especies del género Nepenthes.